# Moole Hosahalli, Arkalgud
Moole Hosahalli là một làng thuộc tehsil Arkalgud, huyện Hassan, bang Karnataka, Ấn Độ.